# شيلا هانكوك
شيلا كاميرون هانكوك (بالإنجليزية: Sheila Cameron Hancock)‏ (ولدت في 22 فبراير 1933) هي ممثلة ومؤلفة إنجليزية، تدربت في الأكاديمية الملكية للفنون المسرحية قبل أن تبدأ مسيرتها المهنية في مسرح ريبرتوري. واصلت هانكوك أدائها في المسرحيات والمسرحيات الموسيقية في لندن ، وحصل ظهورها الأول في برودواي في مسرحية الترفيه عن السيد سلون (1966) على ترشيح لجائزة توني لأفضل ممثلة رئيسية في اللعب.

## الحياة الشخصية
ان هانكوك متزوجة من الممثل أليك روس من عام 1955 حتى وفاته بسرطان المريء في عام 1971. وأنجبا ابنة واحدة، ميلاني، ولدت في عام 1964. وفي عام 1973، تزوجت هانكوك من الممثل جون ثو. تبنى ميلاني وأنجبا ابنة أخرى، جوانا ثو. كما انضمت ابنة ثو، أبيجيل، من زواجه الأول، إلى عائلتهم. أصبحت بناتهم الثلاث ممثلات.

## روابط خارجية
- Guardian Profile of Hancock 4 October 2008 accessed 2010-03-09
- شيلا هانكوك على موقع IMDb (الإنجليزية)
- شيلا هانكوك على موقع ألو سيني (الفرنسية)
- شيلا هانكوك على موقع ميوزك برينز (الإنجليزية)
- شيلا هانكوك على موقع أول موفي (الإنجليزية)
- شيلا هانكوك على موقع قاعدة بيانات برودواي على الإنترنت (الإنجليزية)
- شيلا هانكوك على موقع قاعدة بيانات الأفلام السويدية (السويدية)
- شيلا هانكوك على موقع إن إن دي بي (الإنجليزية)
- شيلا هانكوك على موقع ديسكوغز (الإنجليزية)
- شيلا هانكوك على موقع قاعدة بيانات الفيلم (الإنجليزية)
- شيلا هانكوك على موقع كينوبويسك (الروسية)
- Sheila Hancock on Who Do You Think You Are?
- Sheila Hancock's appearance on This Is Your Life